# Circaetus cinereus
Circaetus cinereus là một loài chim trong họ Accipitridae.

## Hình ảnh

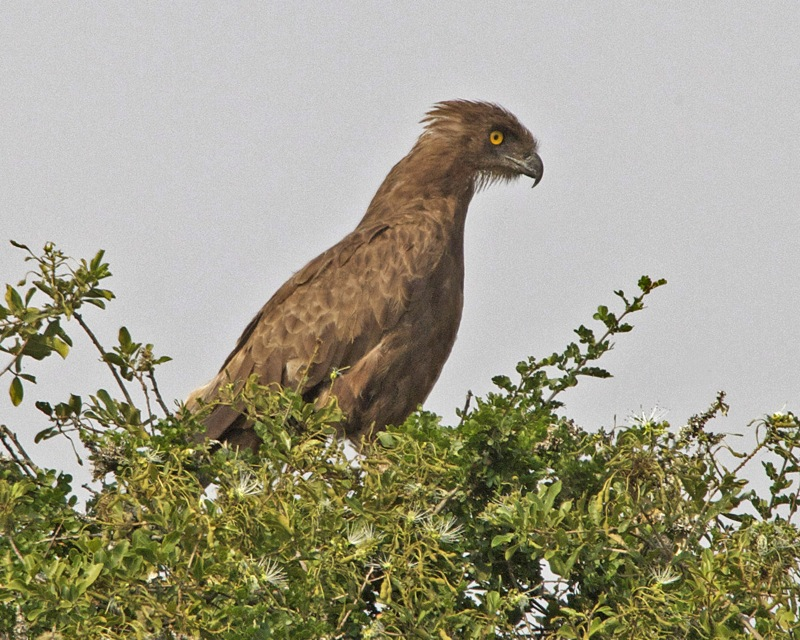
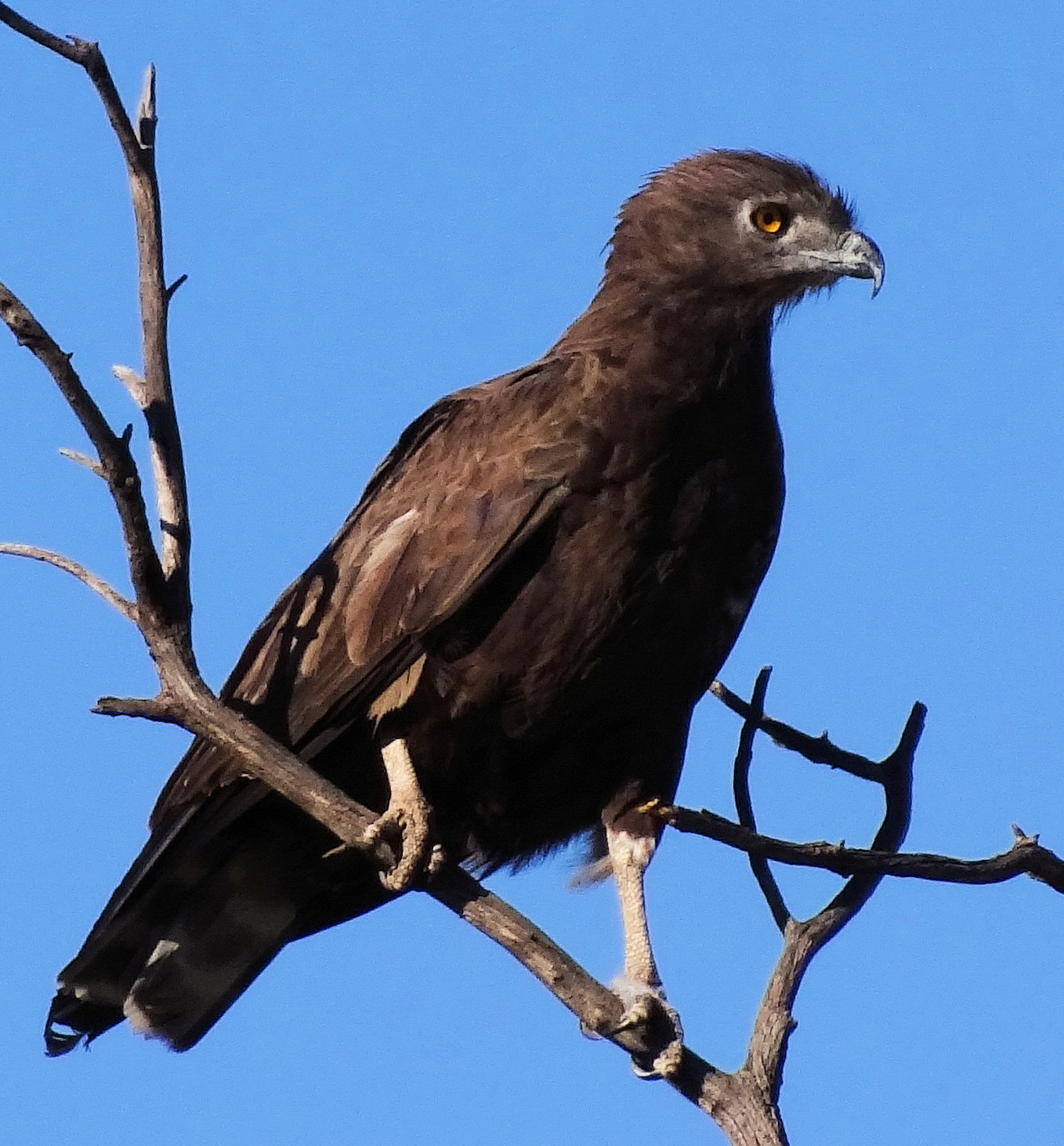
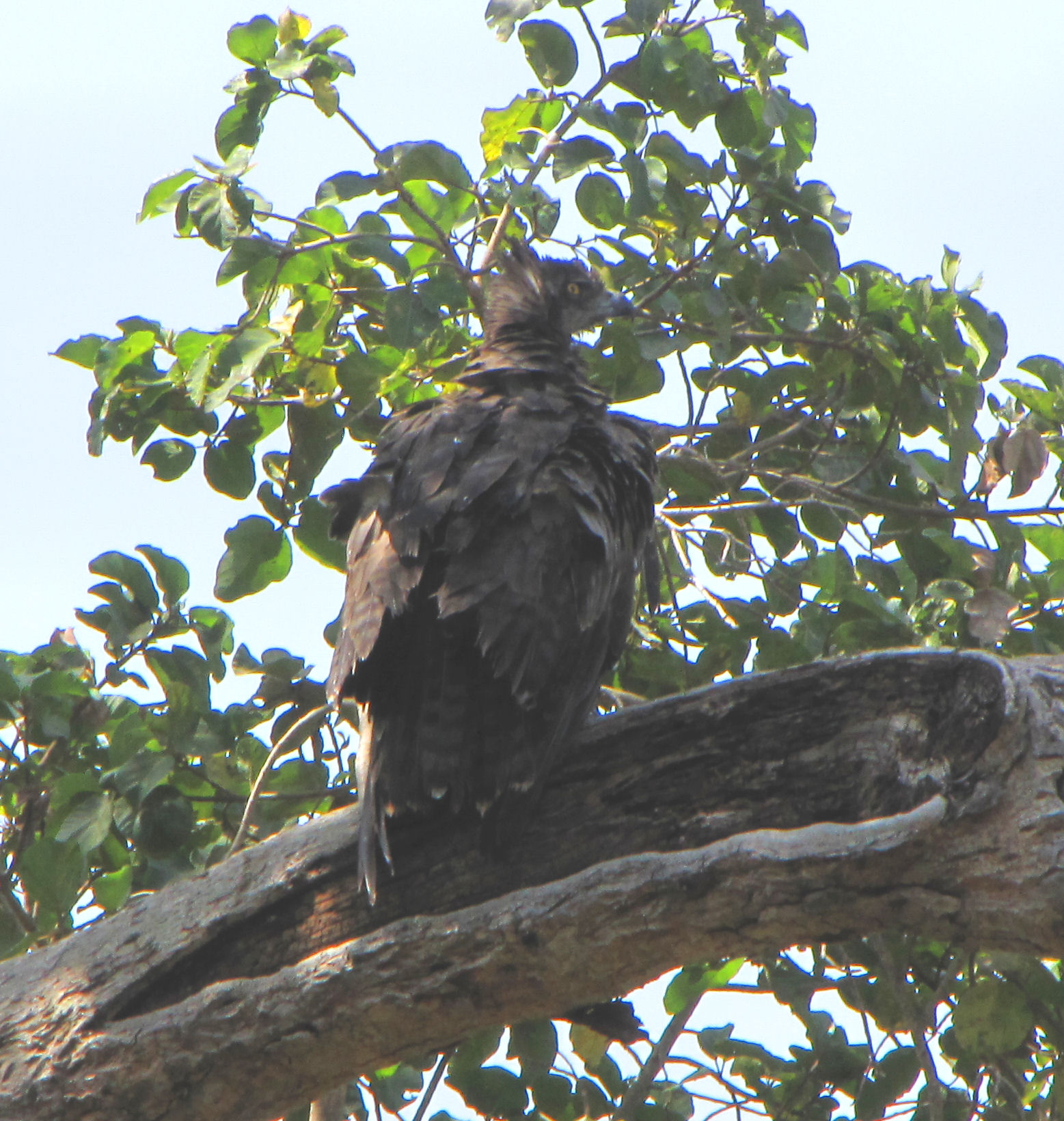
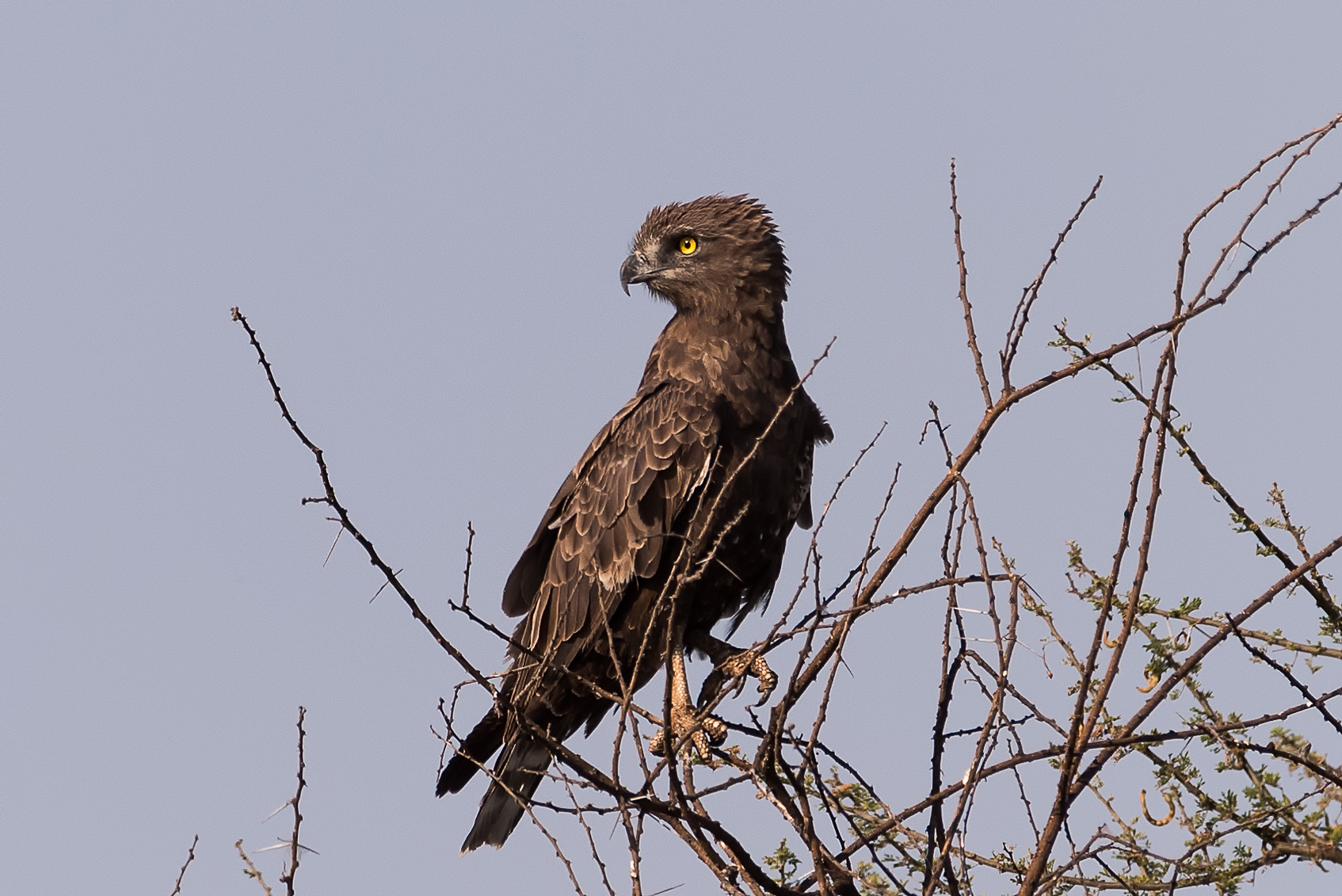